# Détroit de Dampier (Papouasie-Nouvelle-Guinée)
Pour les articles homonymes, voir Détroit de Dampier (Indonésie).

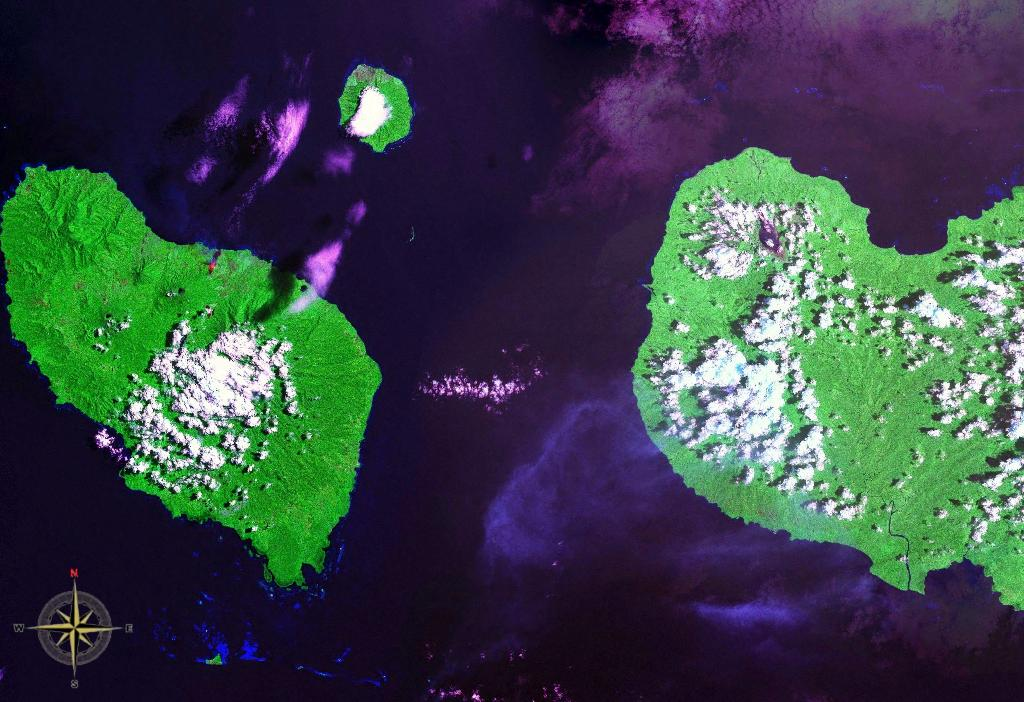
Le détroit de Dampier vu de l'espace. Également visible, l'île Umboi (ouest), la Nouvelle-Bretagne (est) et Sakar (nord). (couleurs non naturelles)

Le Détroit de Dampier (en anglais Dampier Strait) est un détroit de Papouasie-Nouvelle-Guinée séparant l'île Umboi de la Nouvelle-Bretagne, il relie la mer de Bismarck au nord avec la mer des Salomon au sud.
Le détroit porte le nom du premier navigateur européen à l'avoir franchi, l'explorateur anglais William Dampier en 1700 à bord du HMS Roebuck. Dampier décrivit sa découverte dans son ouvrage A Continuation of a Voyage to New Holland.

## Annexions et Guerres mondiales
Après le rejet de l'empire britannique de l'annexion par le gouvernement colonial du Queensland de la Nouvelle-Guinée en 1883 à l'est de la frontière hollandaise au 141°Est; en 1884, l'Allemagne « annexe la côte nord de la Nouvelle-Guinée de la frontière hollandaise vers l'est jusqu'au détroit de Dampier et l'arrière pays en théorie jusqu'à la crête de la chaîne centrale de montagnes. » En procédant de la sorte, l'Allemagne change le nom de ces territoires de New Britannia Archipelago (archipel de la Nouvelle-Bretagne) en archipel Bismarck.
Lorsque la Première Guerre mondiale éclate en 1914, les forces armées australiennes, prennent entre autres possession de l'archipel Bismarck et, après quelques mois de combats, de la Nouvelle-Guinée allemande. Le Traité de Versailles créant un mandat de la Société des Nations confie le gouvernement administratif de cette région à l'Australie.
Le 8 mars 1942, les Japonais envoient deux bataillons à Lae et Salamaua sur le Golfe d'Huon, prenant le contrôle des détroits de Dampier et de Vitiaz. En décembre 1943, les forces américaines débarquent en Nouvelle-Bretagne. Le général Douglas MacArthur annonce que l'île Rooke (Umboi) est prise le samedi 12 février 1944 par les forces américaines, qui n'ont pas rencontré d'opposition, : la compagnie B du 1er Marines avait traversé le détroit de Dampier sur des bateaux de débarquement.